# Sturnira thomasi
Sturnira thomasi är en fladdermusart som beskrevs av De la Torre och Schwartz 1966. Sturnira thomasi ingår i släktet Sturnira och familjen bladnäsor. IUCN kategoriserar arten globalt som sårbar. Inga underarter finns listade i Catalogue of Life. Artepitet i det vetenskapliga namnet hedrar Richard Thomas som fångade holotypen.
Denna fladdermus når en kroppslängd av 80 till 82 mm och det finns ingen synlig svans. Den har 46 till 48 mm långa underarmar, 13 till 16 mm långa bakfötter och 17 till 19 mm långa öron. Beroende på exemplar är pälsen på ovansidan mörkbrun, mörk gulbrun eller gråbrun och på undersidan förekommer något ljusare päls eller brun päls med ljusa hårspetsar. Sturnira thomasi är större än andra medlemmar av samma släkte som lever på Antillerna men lika stor eller mindre än arter som lever på fastlandet. Tandformeln är oftast I 2/2 C 1/1 P 2/2 M 3/2, alltså 30 tänder. Vissa exemplar har ytterligare en molar på varje sida av underkäken.
Arten förekommer endemisk på Guadeloupe och Montserrat i Västindien. Den lever där i fuktiga skogar. Troligen äter Sturnira thomasi frukter som andra medlemmar av samma släkte. I juni fångades honor med aktiva spenar.